# Rue Armand-Brossard
La rue Armand-Brossard est une rue de Nantes, en France.

## Situation et accès
Située dans le centre-ville de Nantes, elle débute place de l'Écluse et se termine allée Duquesne et allée d'Erdre.

## Origine du nom
Elle rend honneur à Armand Brossard (1856-1935), pionnier de l'enseignement technique, fondateur et directeur durant quarante ans de l'association d'Enseignement professionnelle compagnonnique (AEPC).

## Historique
Au moment de la construction de l'enceinte gallo-romaine entourant la cité des Namnètes, le lit de l'Erdre est plus large qu'actuellement. La zone correspondant à la rue Armand-Brossard actuelle est alors dans le lit marécageux de la rivière. L'enceinte du XIIIe – XVe siècle se situe plus à l'est que la muraille romaine. Le tracé de l'actuelle rue Armand-Brossard se trouve approximativement le long de ce rempart du Moyen Âge.
Lors de la canalisation de l'Erdre au XVIIIe siècle, la rive est repoussée vers l'est, et sur les surfaces gagnées des habitations sont construites, et la rue d'Erdre tracée.
Le nom de la rue à sa création est « rue d'Erdre ». Elle prend un temps de nom de « rue du Marais », avant de reprendre son nom initial. Elle doit son nom actuel, qui lui est attribué par délibération du conseil municipal du 30 novembre 1936,.

## Bâtiments remarquables et lieux de mémoire
Au no 16 rue Armand-Brossard, à l'angle de la place des Petits-Murs, un bâtiment construit en 2005, baptisé « Le Sancy », répond à l'hôtel La Pérouse situé à quelques dizaines de mètres, œuvre des mêmes architectes, Clotilde et Bernard Barto. Le parti-pris est moins tranchant pour « Le Sancy » : les fenêtres ont une proportion « à la française » moins original que l'hôtel voisin, bien que les ouvertures soient divisées en deux parties inégales séparées par un linteau de pierre. Les murs sont en pierre de Richemont, mais, contrairement à l'hôtel La Pérouse, le toit est en gradins, et couvert de zinc pré-patiné.